# Flying Cloud (schip, 1851)
De Flying Cloud was een van de hoogtepunten uit de maritieme geschiedenis. De Flying Cloud is een van de grootste meermast-klippers, een van de beroemdste theeklippers, het is een van de snelste (zo niet de snelste) klippers die ooit gebouwd is.
Het schip werd in 1851 door de werf afgeleverd en verkocht aan Grinnell, Minturn & Company uit New York. Op de eerste reis, startend op 2 juni 1851, brak de klipper alle records, met een reis van New York naar San Francisco in 89 dagen en 21 uur. En dat voor een tijd dat die tocht voor normale schepen 150 dagen was, voor klippers 120 dagen. Slechts een enkele klipper had de route eerder in minder dan 100 dagen afgelegd. Schipper was Josiah P. Creesy, zijn navigator was zijn vrouw, Eleanor Creesy, die zich gespecialiseerd had in de kennis van wind en stromingen.
Het record werd door de Flying Cloud zelf in 1854 nog verbeterd tot 89 dagen en 8 uur. Daarna was er nog één schip in die tijd sneller (de Andrew Jackson, in 1860, 89 dagen en 4 uur), waarna het record meer dan honderd jaar bleef staan tot een verbetering door een modern schip in 1988.
De klipper zou in de eerste reizen op Huangpu (China, haven van Kanton) varen, om daar thee te laden en de thee naar New York brengen. Op een van de reizen liep het schip bij Huangpu op een rif, met als gevolg dat gedurende de hele terugreis de bemanning moest pompen om de lading droog te houden.
In 1856, onder kapitein Reynard, kwam het schip in zeer slecht weer en moest het in Rio de Janeiro aanleggen om opnieuw getuigd te worden, in 5 weken werden alle masten gekapt en vernieuwd. In het vervolg van de tocht naar San Francisco boekte de Flying Cloud nog wel een ander record: het dagrecord van de verst afgelegde afstand op 1 dag: 402 zeemijl. Vanaf die tijd ging het minder voorspoedig met het schip. Meermalen werd het schip opgelegd, en pas in 1859 ging het, na verkocht te zijn aan een Engelse reder, weer zeilen, en werden tochten tussen Engeland, Australië en Hongkong gevaren.
Drie jaar later werd het schip weer verkocht en ging het voor de Black Ball Line varen tussen Engeland en de VS. In 1871 kwam er weer een nieuwe eigenaar.
In 1874 liep het schip vast op Beacon Island bij Saint John in New Brunswick. De kiel was beschadigd en het schip kreeg in 1875 een roemloos einde in St. Johns, het werd omgesmolten om het erin verwerkte ijzer en koper terug te winnen.

## Meer informatie
- Flying Cloud: The True Story of America's Most Famous Clipper Ship and the Woman Who Guided Her; David W. Shaw; uitgave William Morrow, ISBN 0-06-093478-6.
- Last of the Cape Horners : Firsthand Accounts from the Final Days of the Commercial Tall Ships; Spencer Apollonio; uitgave Brassey, Dulles, Virgnia, ISBN 1-57488-283-X.
- American Clipper Ships, 1833-1858; Octavius T. Howe, Frederick C. Matthews; uitgave: Dover Publications, ISBN 0-486-25115-2.